# Ostatnia wieczerza (film)
Ostatnia wieczerza – polski horror z 2022 roku w reżyserii Bartosza M. Kowalskiego. W głównych rolach wystąpili Piotr Żurawski, Olaf Lubaszenko i Sebastian Stankiewicz. Film miał swoją premierę 26 października 2022 roku.

## Fabuła
Akcja ma miejsce w 1987 roku w klasztorze znajdującym się na odludziu, gdzie funkcjonuje klinika dla opętanych. U bram ośrodka zjawia się młody milicjant Marek, który otrzymał zadanie przeniknięcia do grona klasztornego pod przykrywką duchownego i zbadania kilku ostatnich niewyjaśnionych zniknięć przebywających w klasztorze pacjentów. Miejsce okazuje się jednak nie być otwartym na nowych gości środowiskiem i wkrótce Marek sam staje się obiektem podejrzeń ze strony duchownych.

## Obsada
- Piotr Żurawski jako Marek
- Olaf Lubaszenko jako przeor Andrzej
- Sebastian Stankiewicz jako brat Piotr
- Lech Dyblik jako brat Antoni
- Rafał Iwaniuk jako brat Dawid
- Krzysztof Satała jako młody zakonnik
- Malwina Dubowska jako blondynka[1]